# Битва при Херонеї
Битва при Херонеї — битва 2 серпня 338 до н. е. в Греції під селищем Херонея в Беотії, під час якої македонський цар Філіпп II розбив об'єднану армію грецьких міст-держав, основу якої становили афіняни та фіванці.

## Сили супротивників
Діодор Сицилійський назвав чисельність македонського війська в 30 тисяч піхотинців і 2 тисячі кінних воїнів. За його словами греків було менше. Однак Юстин вважає навпаки, що греків було набагато більше.
Дослідники вважають, що сили супротивників були приблизно рівними на підставі наступної оцінки: Плутарх написав про Демосфена:
| … він згуртував для боротьби з Македонією майже всі держави, так що виявилося можливим набрати військо в 15 000 піших і 2000 вершників, — крім загонів громадян, — і кожне місто охоче вносило гроші для сплати платні найманцям.[3] |
Згідно зі свідченнями Діодора, за 60 років до битви при Херонеї Афіни могли зібрати армію в 20 тисяч гоплітів і 500 кінних. До цього числа треба додати сили Фів, які споряджали в ті ж часи армію до 7 000 гоплітів і 700 вершників. Згідно з папірусом, знайденим в Оксірінху в 1907 році, беотійці з Фівами в першій половині 4 століття до н. е. могли виставити 11 тисяч гоплітів і 1 100 вершників.

## Хід битви
В античних джерелах не збереглося детального опису битви. Серед авторів найбільш докладно розповів про хід битви Діодор Сицилійський:
| «Дочекавшись прибуття союзників, Філіпп рушив маршем в Беотію з 30 тисячами піхоти і більше, як 2 тисячами кінноти. Обидві сторони рвалися в бій, але Філіпп мав більше солдатів і кращих полководців. На одному фланзі він поставив командувати сина Александра і з ним найкращих воєначальників, а інший фланг очолив сам, підрозділи розставив по місцях. У супротивника один фланг складався з афінян, інший з беотийців. Бій тривав довгий час без переваги будь-якої сторони, багато хто загинув і надія на перемогу надихала обидві сторони. Александр перший прорубав собі шлях через лад ворогів, перемігши багатьох. Такий же успіх супроводжував і його товаришів, відтак у суцільному фронті ворога зазіяли проломи. Довелося ще нагромадити гори трупів, перш ніж Александр примусив ворога тікати. Цар зі свого боку спочатку затіяв ризикований відступ, потім натиснув на супротивника і змусив його тікати. Більше тисячі афінян попадали в битві, не менше двох тисяч захоплено в полон. Також багато загинуло беотійців, і чимало їх потрапило в полон.[6]» |
На підставі мізерних свідоцтв Діодора і Поліена можна відновити приблизний хід подій. Цар Філіпп довірив вісімнадцятирічному Александру командувати кіннотою на лівому фланзі, сам же керував фалангою. Знаючи палкість афінян в бою, Філіпп вирішив спочатку вимотати їх. Початкова позиція греків була вигідною, річка прикривала їх фланг з одного боку, пагорб прикривав з іншого. За наказом Філіппа фаланга зімкнула ряди і, прикриваючись щитами, стала повільно відступати. Прийом цей був відпрацьований ще в боях з фракійцями. Афіняни кинулися вперед. Коли ряди атакуючого війська вийшли зі строго ладу і вийшли на рівнину, Філіпп кинув фалангу в наступ. До цього моменту і кіннота Александра увірвалася в утворені проломи між загонами греків, а у Філіппа з'явилася можливість оточити противника. Впавши духом, більшість греків тікала. Біг і знаменитий афінський оратор і політик Демосфен, зусиллями якого була організована антимакедонська коаліція грецьких міст. Після перемоги у нестямі від радості Філіпп влаштував бенкет просто на полі бою серед неприбраних тіл загиблих воїнів.

## Після битви

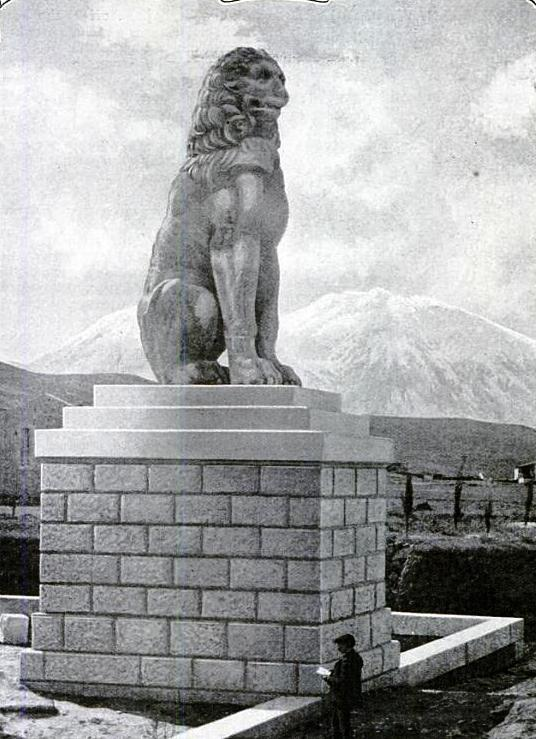
Фотографія лева, встановленого фіванцями при Херонеї

У битві при Херонеї загинула вся добірна дружина, так званий, Священний загін із Фів, із 300 фіванських юнаків, які зневажили втечу. Їх стійкості дивувалися вороги і пліткували, що узи братерства і військова доблесть дружини скріплені чоловічою любов'ю. Афіни засудили свого полководця Лісікла до смерті, а скорботні Фіви на місці битви спорудили 5-метровий мармуровий монумент, що зображує пораненого лева. У 1818 році в ході археологічних розкопок виявили уламки гігантського лева, там же пізніше знайшли останки 254 воїнів, полеглих за свободу Еллади.
Юстин продовжує:
| «Афінянам, які виявили особливу ворожість по відношенню до нього, він без викупу повернув полонених, передав тіла вбитих для поховання та навіть запропонував їм зібрати всі останки і покласти їх у гробниці предків… З фів'ян Філіпп, навпаки, взяв викуп не тільки за полонених, але навіть за право поховати полеглих. Найвиднішим громадянам він звелів відрубати голови, інших він відправив у вигнання, а майно всіх їх забрав собі[8].» |
Плутарх наводить анекдот: коли афіняни, відпущені без викупу Філіппом, зажадали назад також свої плащі і ковдри, цар не розсердився, а з насмішкою сприйняв прохання переможених:
| «Ці афіняни уявили, ніби програли нам партію в кості!» |